# Лаго Маджоре
Лаго Маджоре (на италиански: Lago Maggiore, Lago Verbano) е второто по големина езеро в Италия (региони Ломбардия и Пиемонт) след Гарда и 3-то по големина в Швейцария (Кантон Тичино) след Женевското и Боденското. Има площ 212,5 km² (в Швейцария 42,29 km²), обем 37,1 km³, средна дълбочина 174 m и максимална 372 m.

## Географска характеристика
Езерото е разположено на границата меду Швейцария и Италия, между южните разклонения на Лепонтинските Алпи, и заема дълга, дълбока и тясна междупланинска котловина, ограничена предимно от стръмни и високи брегове, подпряна от юг с морена натрупана от последния плейстоценски ледник. Бреговете му са предимно слабо разчленени с изключения на западното крайбрежие, където на около 5 km на запад се вдава заливът Точе. Дължината му от север на юг е 64,4 km, а максималната му ширина от запад на изток е 10 km. През него протича река Тичино, която се влива в северозападната му част източно от швейцарския град Лугано, а изтича от крайния му южен ъгъл при град Сесто Календе. Освен река Тичино в него се вливат още няколко десетки реки, по-големите от които са Точе, Сан Бернардино, Сан Джовани, Канобино, Маджа, Вердзаска, Джана, Треза, Боезио.
Водосборният басейн на Лаго Маджоре обхваща площ от 6599 km³, като по-голямата част се простира на швейцарска територия. Разположено е на 192 m надморска височина. Болшинството от вливащите се в него реки имат алпийски хидроложки режим, получават голяма част от водите си от топенето на снеговете и ледниците, поради което през юни и юли нивото му е по-високо от това през зимата, средно с 4 m. Температурата на водата на повърхността през лятото е от 19 до 24°С, а през зимата 8 - 9°С. Не замръзва.

## Стопанско значение, селища
От 1826 г. в езерото се извършва местно пътническо корабоплаване. То е много живописно, климатът по крайбрежието му е мек през зимата и топъл през лятото. По бреговете му са изградени множество почивни, спортни и туристически бази. Бреговете му са гъсто заселени и тук са разположени множество населени места, като най-големи са градовете: в Швейцария - Локарно, Аскона и др.; в Италия - Луино, Лавено, Вербания, Канобио, Стреза и др.